# Dangote-Raffinerie
Die Dangote-Raffinerie ist eine Ölraffinerie im Besitz der Dangote-Gruppe in Lekki, Nigeria. Im Vollbetrieb wird sie eine Verarbeitungskapazität von etwa 650.000 Barrel Rohöl pro Tag haben und damit die größte einsträngige Raffinerie der Welt sein. Die Investition beläuft sich auf über 25 Milliarden US-Dollar. Hergestellt werden Benzin, Diesel, Kerosin und Polypropylen (Kunststoff).

## Geschichte

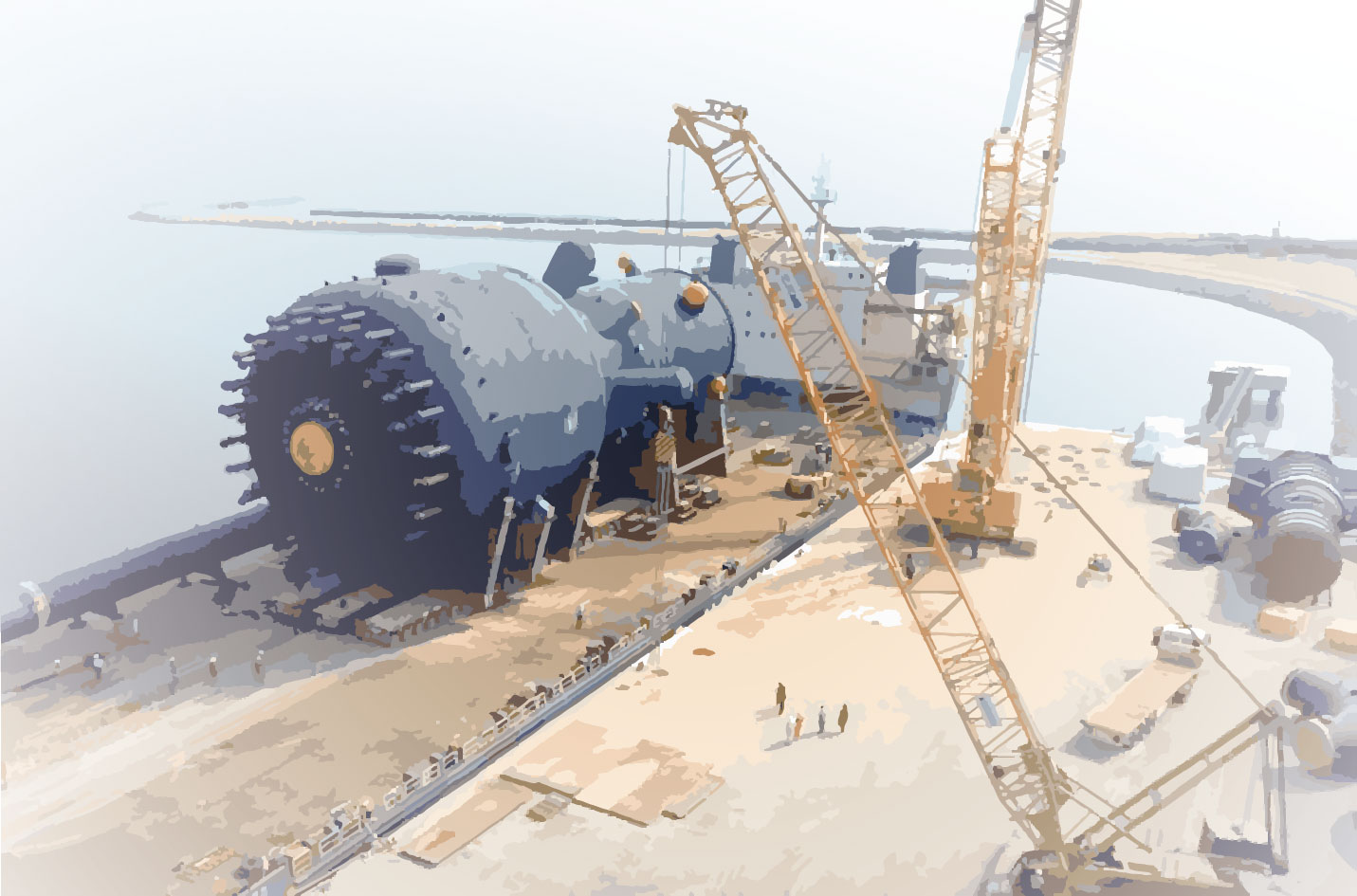
Der Regenerator, der „schwerste Gegenstand, der jemals über eine öffentliche Straße in Afrika transportiert wurde“

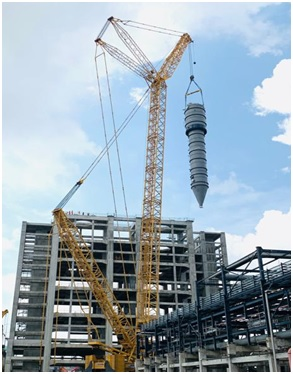
Säuberungssäule der Kunststoffeinheit

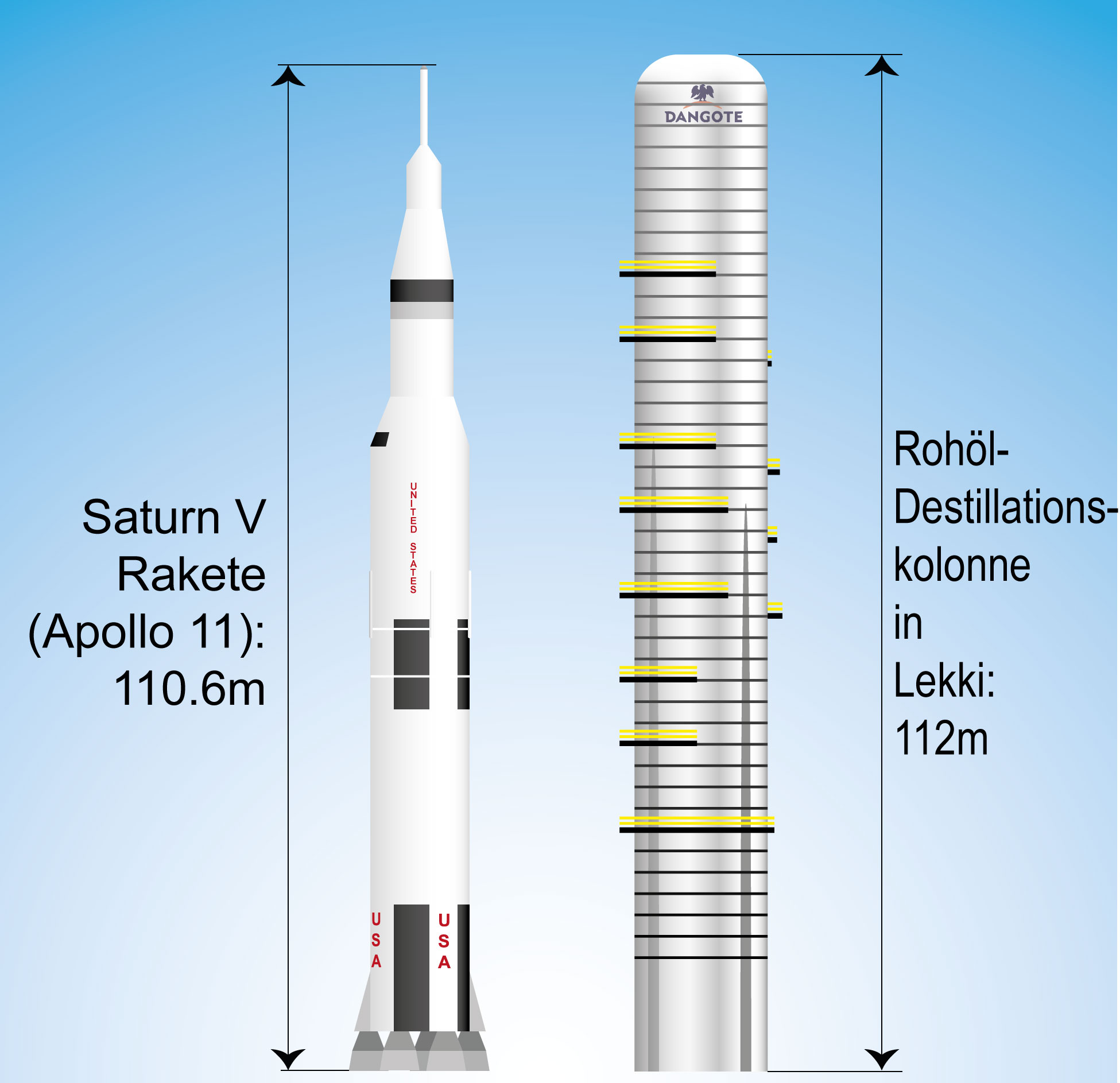
Größenvergleich der Destillationskolonne mit der Saturn-V-Rakete des Apollo-Programms

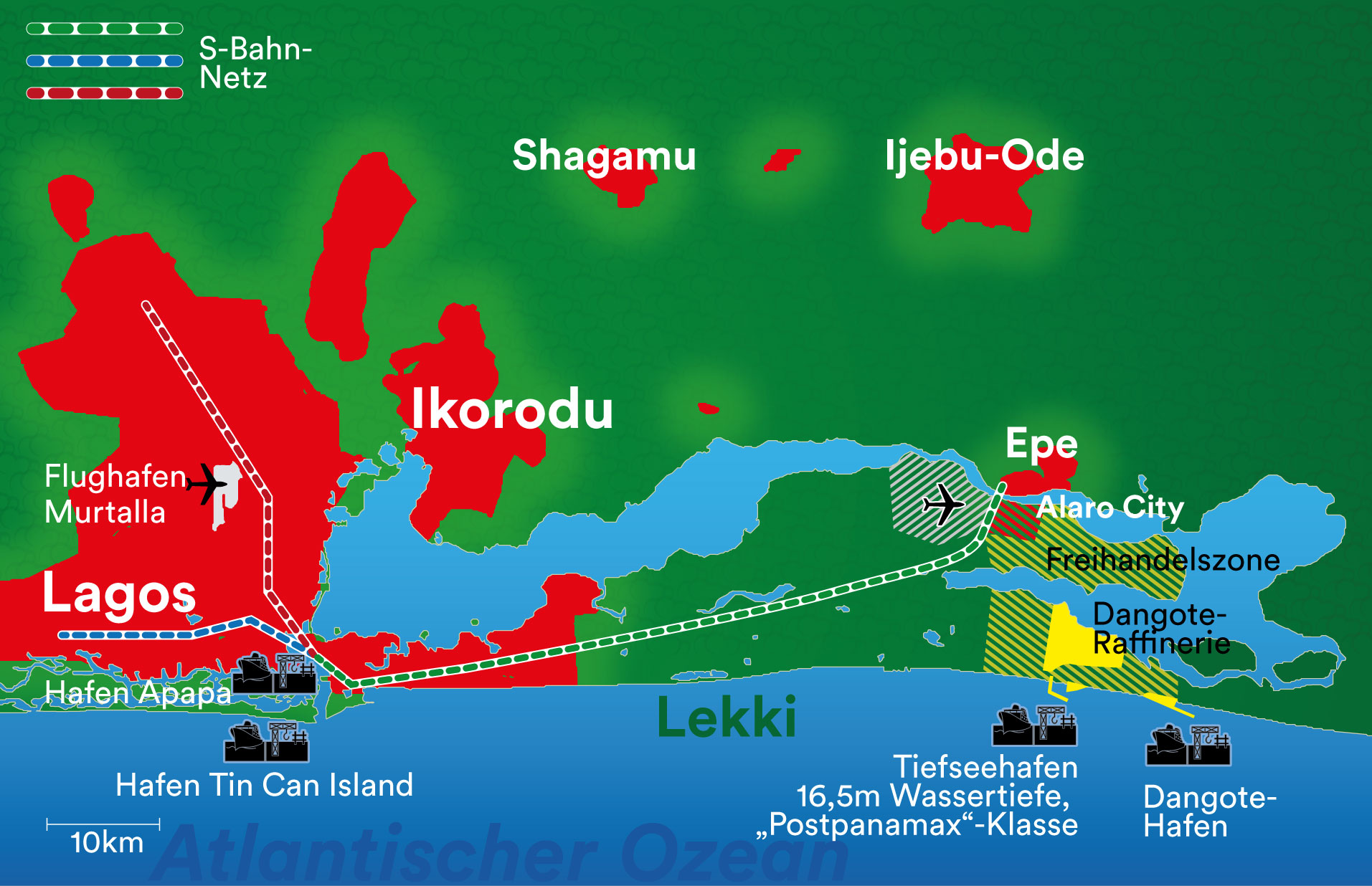
Gelb: Dangote-Raffinerie; gelb schraffiert: Freihandelszone Lekki; grau schraffiert: geplanter zweiter Flughafen Lagos

Der nigerianische Geschäftsmann Aliko Dangote stellte die ersten Pläne für die Raffinerie im September 2013 vor, als er bekannt gab, dass er sich eine Finanzierung von rund 3,3 Milliarden US-Dollar für das Projekt gesichert hatte. Damals wurde geschätzt, dass die Raffinerie rund 9 Milliarden US-Dollar kosten würde, wovon 3 Milliarden US-Dollar von der Dangote-Gruppe und der Rest über kommerzielle Kredite investiert werden sollten, und dass die Produktion 2016 aufgenommen werden sollte.  Nach der Verlegung des Standorts nach Lekki begann der Bau der Raffinerie jedoch erst 2016 mit dem Aushub und der Vorbereitung der Infrastruktur, und die geplante Fertigstellung wurde auf Ende 2018 verschoben.
Im Juli 2017 begannen die Hauptbauarbeiten, und Dangote schätzte, dass die Raffinerie Ende 2019 mechanisch fertiggestellt und Anfang 2020 in Betrieb genommen werden würde. Laut Reuters, die sich auf mit dem Projekt vertraute Quellen beruft, wird der Bau wahrscheinlich mindestens doppelt so lange dauern wie von Dangote öffentlich angegeben, und die teilweise Raffineriekapazität wird wahrscheinlich nicht vor 2022 erreicht werden. Ein damit verbundenes Projekt am Standort der Raffinerie, eine Harnstoffdüngerfabrik, soll Ende 2018 in Betrieb genommen werden und jährlich etwa drei Millionen Tonnen Harnstoff produzieren.
Im Juli 2022 musste sich Dangote – Nigerias reichster Einwohner – 187 Mrd. Naira (ca. 442 Mio. Euro) zu 12,75 % bzw. 13,5 % p. a. leihen, um die Raffinerie fertigstellen zu können. Fitch Ratings konstatierte, dass der Starttermin der Raffinerie in vier Jahren drei Mal verschoben wurde und befürchtete vermindertes Investorenvertrauen, wenn der Betrieb nicht 2023 aufgenommen wird. Gleichzeitig liegen die vier Raffinerien der staatlichen Erdölgesellschaft NNPC in Kaduna, Port Harcourt und Warri still und sollen nach erfolgtem „Revamping“ 2023 wieder Erdöl verarbeiten.
Im Januar 2023 wurde die Fertigstellung der Energiezentrale der Raffinerie vermeldet. Der Einweihungstermin der Raffinerie wurde für den 24. Januar 2023 bekanntgegeben.
Am 22. Mai 2023 wurde die Raffinerie durch Präsident Buhari zwar offiziell in Betrieb genommen, dies dürfte allerdings eher eine „politische“ Inbetriebnahme sein, da Buhari als wesentlicher Förderer des Projektes in der betreffenden Woche turnusgemäß aus dem Amt schied und die Lorbeeren vermutlich nicht seinem Nachfolger gönnte. Bei dieser Gelegenheit versprach Firmenchef Aliko Dangote die tatsächliche Produktionsaufnahme „im Juli oder Anfang August“. Leitartikler Pascal Oparada titelte am 12. August 2023: „Dangote-Raffinerie enttäuscht beim Starttermin, während Nigeria 25 Milliarden Dollar für stillgelegte NNPC-Raffinerien ausgibt“. (NNPC ist der staatliche Ölkonzern, dessen vier Raffinerien seit Jahren „repariert“ werden. Es gibt ansonsten nur illegale Raffinerien in Nigeria, die in hohem Maß für die Schwerölkontaminierung des Nigerdeltas verantwortlich sind, da ihnen Mittel zum Cracken des Schweröls fehlen.) 
Im Juni hatten sich nach der Streichung der staatlichen Benzinsubvention durch den neuen Präsidenten Tinubu die Benzinpreise verdreifacht. Eine Tankfüllung von 40 Litern kostet seitdem den durchschnittlichen Nigerianer mehr als die Hälfte seines Monatseinkommens (43,000 Naira). Die Verteuerung des Benzins ist vor allem eine Existenzbedrohung für die unzähligen privaten Taxis im Land. Der einheimischen Herstellung von Kraftstoffen wird darum regelrecht entgegengefiebert.
30.000 Personen wurden inzwischen eingestellt, darunter auch Fachkräfte aus Indien und China. Anthony Chiejina, Chief Branding & Communications Officer der Raffinerie, sagte zu den Rekrutierungen, dass die Nigerianer bei dem Projekt ein hohes Maß an technischer Kompetenz bewiesen hätten, da viele verborgene Fähigkeiten unter ihnen entdeckt worden seien. Er sagte, die Dangote Group sei weiterhin führend in der Schaffung von Arbeitsplätzen.
Im September 2023 wurde klar, dass die Raffinerie noch nicht in Betrieb genommen werden kann, weil die Rohölversorgung stockt. Dies löste in der Öffentlichkeit erhebliche Reaktionen aus. Am 25. November nannte die Financial Times einen neuen Termin für die Inbetriebnahme im Dezember 2023, wobei die Raffinerie eine Lieferung von 6 Millionen Barrel Rohöl im Dezember erwartet, nach der der Betrieb aufgenommen werden kann. Dies wäre die erste Lieferung von insgesamt sechs.
Am Donnerstag, dem 7. Dezember, erhielt die Raffinerie ihre erste Lieferung von 1 Million Barrel Agbami-Rohöl. Die Anlieferung des Supersuez-Tankers OTIS erfolgte nicht im Hafen der Raffinerie, sondern über die "Single Point Mooring", eine bojenähnliche schwimmende Anlage zum Entladen von Flüssigladungen vor der Küste. Die Produktion von Dieselkraftstoff und Flugbenzin A1 (das gängigste Kerosin außer in den USA) sollte in der zweiten Kalenderwoche des Jahres 2024 beginnen. Die Herstellung anderer Kraftstoffe würden zu einem späteren Zeitpunkt anlaufen, da hierfür eine Mindestmenge erforderlich ist.
Am 1. Februar 2024 wurde bekannt, dass wegen hapernder Versorgung mit heimischem Erdöl die Dangote-Raffinerie 2 Millionen Barrel desselben aus den USA importiert. Am 8. Februar 2024 verweigerte die nigerianische Regierung der Dangote-Raffinerie vorerst, die hergestellten Mengen Diesel und Flugbenzin im Lande zu verkaufen. Dies zeigt die schlechte Zusammenarbeit zwischen staatlichen Stellen, vor allem der staatlichen Erdölgesellschaft NNPC (die ihre 4 Raffinerien derzeit renoviert), und der Dangote-Raffinerie.
Ende Mai 2024 kündigte Aliko Dangote an, dass die Raffinerie innerhalb von zwei Monaten eine Kapazität von 500.000 Barrel pro Tag erreichen werde, wobei die Raffinerie weiterhin Öl aus den Vereinigten Staaten importieren werde, da die einheimische Ölproduktion dies nicht leisten könne. "Wir können nicht warten", sagte Dangote. Gleichzeitig gab der Sprecher der Raffinerie bekannt, dass die Dangote-Raffinerie sowohl an der Londoner Börse (LSE) als auch an der nigerianischen Börse (NSE) in Lagos notiert werden soll.
Am 26. Juni 2024 sorgte ein weithin sichtbarer Brand in der Kläranlage der Raffinerie für Aufsehen.

## Anlage
Die Raffinerie befindet sich auf einem 2.500 Hektar großen Gelände in der Lekki Free Trade Zone, Lekki, Lagos State. Sie wird täglich etwa 650.000 Barrel (jährlich 35,5 Mio. Tonnen) Rohöl verarbeiten, dies entspricht etwa einem Drittel des bundesdeutschen Rohölimports. Das Erdöl wird über Pipelines von den Ölfeldern im Nigerdelta transportiert. Von dort stammt auch das Erdgas zur Versorgung der Düngemittelfabrik und zur Stromerzeugung für den Raffineriekomplex. Das Projekt wird voraussichtlich insgesamt bis zu 15 Mrd. USD kosten, wobei 10 Mrd. USD in die Raffinerie, 2,5 Mrd. USD in die Düngemittelfabrik und 2,5 Mrd. USD in die Pipeline-Infrastruktur investiert werden.

### Hohe Komplexität
Die Dangote-Ölraffinerie wird einen Nelson-Komplexitätsindex von 10,5 haben, d. h. sie wird komplexer sein als die meisten Raffinerien in den Vereinigten Staaten (durchschnittlich 9,5) oder Europa (durchschnittlich 6,5) (die größte Raffinerie der Welt, die Jamnagar-Raffinerie in Indien, hat eine Komplexität von 21,1). Der Nelson-Komplexitätsindex steigt grundsätzlich mit der Anzahl und Kapazität der chemischen Verfahren nach der Destillation, z. B. Hydrocracking, NHT, CCR, RFCC, Polymerisation usw.

### Superlative
2019 wurde in der Dangote-Raffinerie von einem niederländischen Spezialunternehmen die größte Rohöl-Destillationskolonne der Welt mit einem Gewicht von 2 350 Tonnen installiert. Mit einer Höhe von 112 Metern ist sie etwas höher als die Saturn-V-Rakete, die den ersten Menschen auf den Mond brachte (110,6 m).

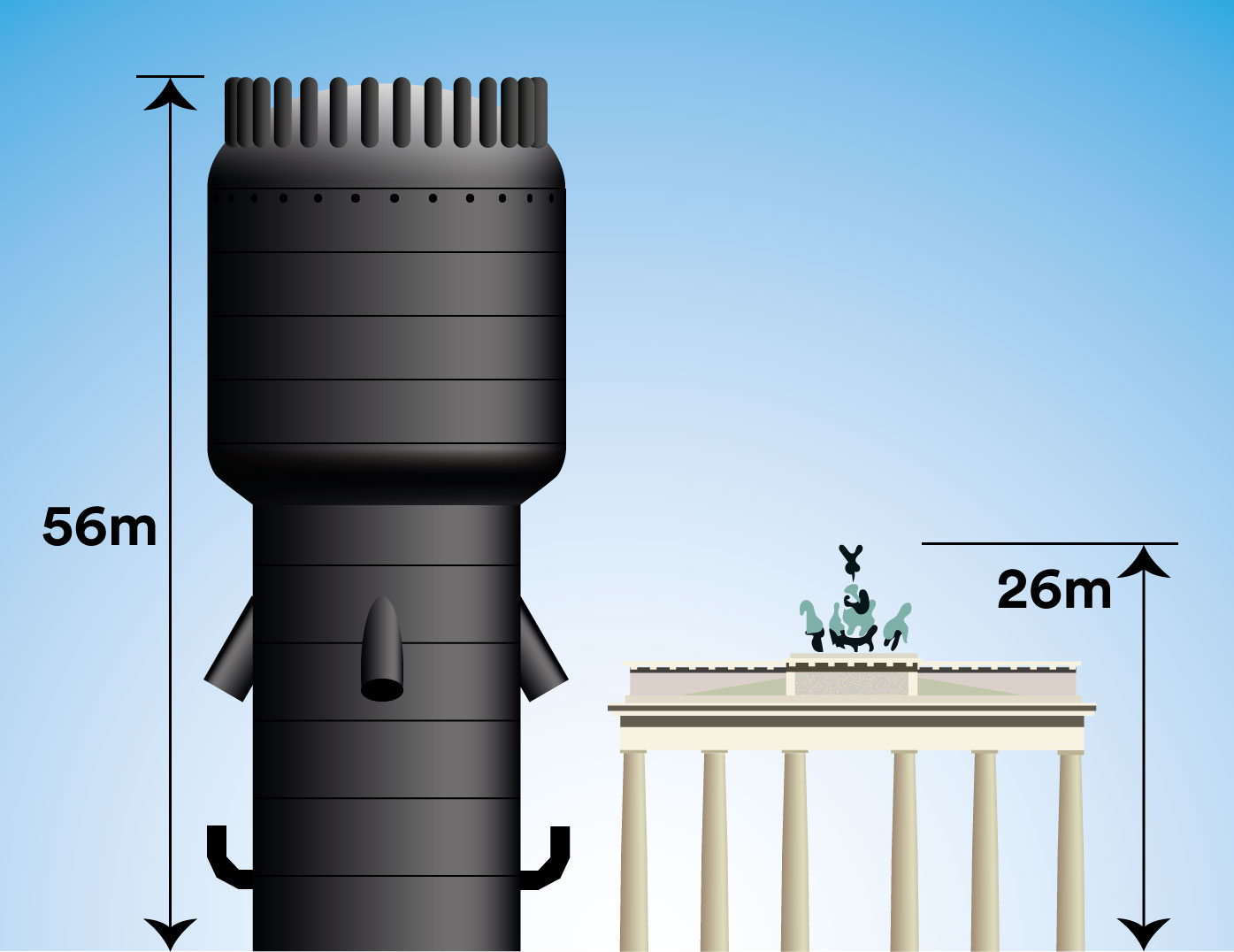
Regenerator im Größenvergleich mit dem Brandenburger Tor

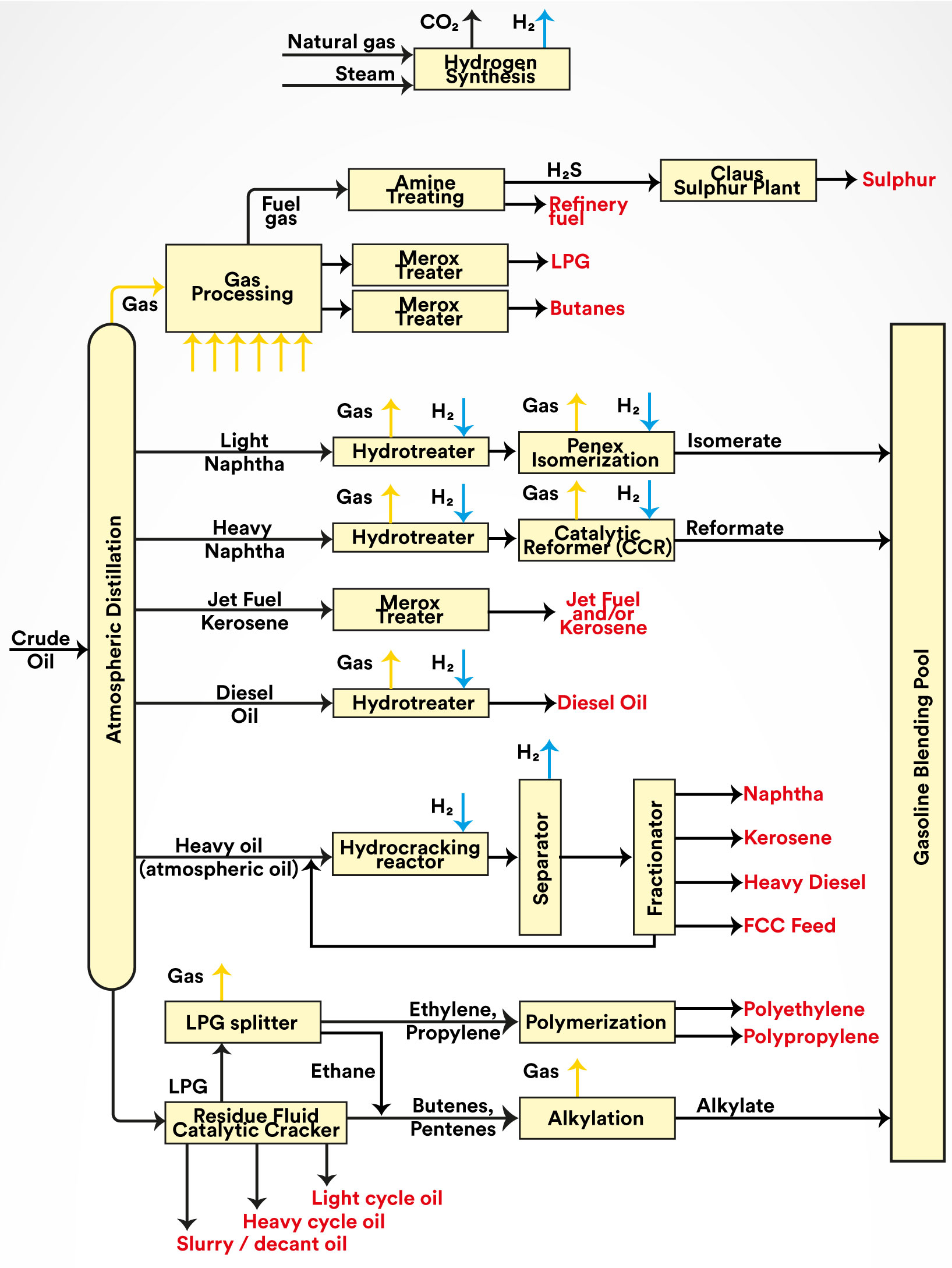
Vereinfachtes Flussdiagramm der Dangote-Raffinerie

Im selben Jahr wurden zwei weitere Rekorde aufgestellt, als der schwerste Raffinerie-Regenerator der Welt installiert wurde – mit stattlichen 3.000 Tonnen „der schwerste Gegenstand, der jemals über eine öffentliche Straße in Afrika transportiert wurde“. Als Teil des RFCC (Residual Fluid Catalytic Cracker) kocht ein Regenerator Rohölkomponenten mit langen Molekülen und hohen Siedetemperaturen, bis diese Moleküle aufbrechen und sich in kleiner-molekulare Komponenten wie Benzin, Kerosin usw. verwandeln. Dadurch wird die Effizienz der Umwandlung von Rohöl in wertvollere Komponenten verbessert.

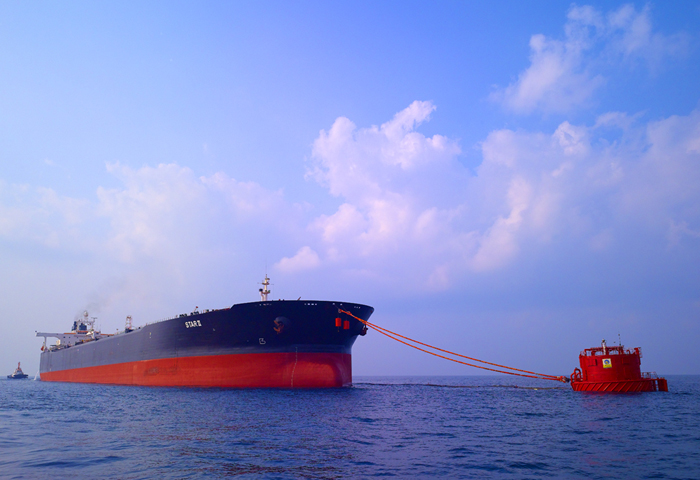
Einpunkt-Ankerplatz (SPM, hier: Kochi, Indien)

Mit einer einzigen Rohöl-Destillationsanlage wird die Raffinerie die größte einsträngige Raffinerie der Welt sein. Bei voller Produktion wird die Anlage in der Lage sein, täglich 50.000.000 Liter Benzin und 17.000.000 Liter Diesel sowie Flugbenzin und Kunststoffprodukte herzustellen. Die Kapazität der Dangote-Raffinerie übersteigt die Gesamtleistung der bestehenden nigerianischen Raffinerieinfrastruktur und wird den gesamten inländischen Kraftstoffbedarf des Landes decken sowie raffinierte Produkte exportieren können.

### Ölhafen
Die autarke Schifffahrtsanlage hat die Fähigkeit zur Frachtoptimierung. Zu den maritimen Einrichtungen gehören:
- 2 Rohöl-SPM (Single Point Mooring bzw. Einpunkt-Ankerplätze) für die Entladung von Schiffen von Aframax bis ULCC (ultra-large crude carrier)
- 3 Produkt-SPM für Produktexporte bis hin zu Suezmax-Schiffen
- 2 Unterwasser-Rohölpipelines (Durchmesser 48" oder 1,22 Meter) mit Verbindung untereinander
- 4 Unterwasserpipelines für Produkte und Importe (Durchmesser 24" bzw. 0,61 m)
- ca. 120 km Unterwasser-Pipeline